# Грин Вали (Јужна Дакота)
Грин Вали (енгл. Green Valley) насељено је место без административног статуса у америчкој савезној држави Јужна Дакота.

## Демографија
По попису из 2010. године број становника је 928, што је 160 (20,8%) становника више него 2000. године.
| Група             | 2000.       | 2010.       |
| Белци             | 721 (93,9%) | 822 (88,6%) |
| Афроамериканци    | 0 (0,0%)    | 2 (0,2%)    |
| Азијати           | 1 (0,1%)    | 6 (0,6%)    |
| Хиспаноамериканци | 16 (2,1%)   | 29 (3,1%)   |
| Укупно            | 768         | 928         |